# Río Lippe
El río Lippe corre en la Renania del Norte-Westfalia, Alemania. Es un afluente por la derecha del Rin y tiene 255 km de largo.
La fuente del río se encuentra en el borde del bosque de Teutoburgo en Bad Lippspringe cerca de la ciudad de Paderborn. Fluye hacia el oeste a través de Paderborn, Lippstadt y luego a lo largo del borde septentrional de la región del Ruhr, cruzando la ciudad de Hamm y las de Lünen, Haltern y Dorsten. El río finalmente se une al Rin en Wesel.
Debido a los vertidos industriales y enderezamientos del curso del río, el Lippe estaba en una desastrosa condición ecológica. Actualmente, hay medidas para revivir la fauna fluvial.